# Sung Joon
Dans ce nom coréen, le nom de famille, Bang, précède le nom personnel.
Pour les articles homonymes, voir Bang.
Bang Sung-joon, dit Sung Joon (hangeul : 성준 ; hanja : 盛駿 ; RR : Seong Jun ; MR : Sŏng Jun), est un acteur et mannequin sud-coréen, né le 10 juillet 1990 à Séoul.

## Biographie

### Jeunesse et formations
Bang Sung-joon (hangeul : 방성준 ; hanja : 方成駿 ; RR : Bang Seong-jun ; MR : Pang Sŏng-jun) naît le 10 juillet 1990 à Séoul.
À l'école primaire, il imite déjà les acteurs de théâtre, ce qui lui pousse à essayer le théâtre.
Après avoir fréquenté le collège Daechi (ko) (대치중학교) et lycée Eonnam (ko) (언남고등학교) à Séoul, il s'inscrit à l'université Kyonggi (en) (경기대학교) à Suwon, pour étudier la sculpture.

### Carrière
À l'âge de 17 ou 18 ans, Sung Joon commence sa carrière de mannequin : « J'aimais les vêtements et m'intéressais à la mode », avoue-t-il dans un entretien.
Fin avril 2011, après son apparition dans la série à suspense White Christmas (화이트 크리스마스), il joue Hyeon Sang-hee dans la série romantique Lie to Me (내게 거짓말을 해봐), personnage qui « captivera le cœur » des téléspectatrices, comme l'avait déclaré Yoon Young-ha, producteur de la société Verdi Media.
En juin 2012, après avoir joué le personnage principal dans la série à succès Flower Band (닥치고 꽃미남 밴드) et présenté son premier long métrage Dangerously Excited (나는 공무원이다) de Koo Ja-hong, il se prépare au tournage du thriller Suneung (명왕성) de Shin Su-won, dans lequel il incarne un brillant élève assassiné.
Fin septembre 2021, il obtient le rôle principal pour la série fantastique Island (아일랜드, 2022), adapté du manhwa du même titre (1997-2001) de Yoon In-wan et Yang Kyung-il, un récit inspiré des contes populaires de l'île de Jeju, dans laquelle il incarne Gangtan, étant élevé pour être un exterminateur contre le mal aux côtés de Van (interprété par Kim Nam-gil).

## Filmographie partielle

### Cinéma
- 2012 : Dangerously Excited (나는 공무원이다) de Koo Ja-hong : Min-ki
- 2012 : Suneung (명왕성) de Shin Su-won : Yoo-jin
- 2017 : The Villainess (악녀) de Jeong Byeong-gil : Jeong Hyeon-soo

### Télévision
- 2011 : White Christmas (화이트 크리스마스) : Choi Chi-hoon
- 2011 : Lie to Me (내게 거짓말을 해봐) : Hyeon Sang-hee
- 2013 : Gu Family Book (구가의 서) : Gon
- 2015 : Hyde, Jekyll, Me (하이드 지킬, 나) : Yoon Tae-Joo / Lee Soo-Hyeon
- 2022 : Island (아일랜드) : Gung-tan